# Nadine Neumann
Nadine Bernadette Neumann (Sídney, 3 de diciembre de 1975) es una deportista australiana que compitió en natación.
Ganó dos medallas de bronce en el Campeonato Pan-Pacífico de Natación de 1997, en las pruebas de 4 × 100 m libre y 4 × 200 m libre. Participó en los Juegos Olímpicos de Atlanta 1996, ocupando el sexto lugar en los 200 m braza.

## Palmarés internacional
| Campeonato Pan-Pacífico | Campeonato Pan-Pacífico | Campeonato Pan-Pacífico | Campeonato Pan-Pacífico |
| Año                     | Lugar                   | Medalla                 | Prueba                  |
| ----------------------- | ----------------------- | ----------------------- | ----------------------- |
| 1997                    | Fukuoka (Japón)         | Medalla de bronce       | 4 × 100 m libre         |
| 1997                    | Fukuoka (Japón)         | Medalla de bronce       | 4 × 200 m libre         |